# الإسكندر الأكبر (فلم 1956)
الإسكندر الأكبر (بالإنجليزية: Alexander the Great) فيلم سينمائي تكنيكولور درامي تاريخي ملحمي من إنتاج 1956 عن حياة الجنرال المقدوني والملك الإسكندر الأكبر من تأليف وإنتاج وإخراج روبرت روسن. تم تصويره في إسبانيا، وإصداره بواسطة فنانون متحدون من بطولة ريتشارد بيرتون في دور الإسكندر مع مجموعة كبيرة من الممثلين. ساهم الملحن الإيطالي ماريو ناشيمبيني في تسجيل الفيلم.
تم عرض دور البطولة على تشارلتون هيستون للحصول على دور البطولة لكنه رفضه، مشيرًا إلى أن "الإسكندر هو أسهل نوع من الصور التي يمكن صنعها بشكل سيئ". تم انتقاد قرار تعيين ريتشارد بيرتون لاحقًا لأنه بدا كبيرًا في السن على الرغم من أنه كان يبلغ من العمر 29 عامًا فقط في ذلك الوقت. كان من المفترض أن يكون الإسكندر الذي حكم من سن 20 حتى وفاته عن عمر 32 عامًا، مراهقًا في الساعة الأولى من الفيلم صور المخرج روبرت روسن الفيلم ليعمل لأكثر من ثلاث ساعات ، كاملة مع استراحة، وكان محبطًا للغاية عندما قطع المنتجون الفيلم إلى 136 دقيقة.

## ملخص الفيلم
دعى الخطيب اليوناني ديموستينيس الأثيني إلى الحرب لمقاومة الملك فيليب الثاني المقدوني وخططه لغزوه والاستيلاء على جميع دويلات المدن اليونانية.
بينما يقود فيليب الثاني حملة للسيطرة على أولينثوس، يُبلَغ أن زوجته أوليمبياس قد أنجبت له ابنًا تزعم أنه "إله من إله". يغضب فيليب لشكوكه في أن أوليمبياس قد ارتكبت الزنا وأنها لم تكن حاملاً من إله. مع ذلك، ينصح الجنرال بارمينيو الملك بترك الإسكندر يكبر ويخلفه.

## طاقم الممثلين
- ريتشارد بيرتون بدور الإسكندر الأكبر
- فريدريك مارش بدور فيليب الثاني
- كلير بلوم بدور بارسين
- دانييل داريو بدور أوليمبياس
- باري جونز بدور أرسطو
- هاري أندروز بدور داريوس
- ستانلي بيكر بدور أتالوس
- نيال ماكغينيس بدور بارمينيون
- بيتر كوشينغ بدور ممنون
- مايكل هورديرن بدور ديموسثينيس
- ماريسا دي ليزا بدور يوريديس
- جوستافو روجو بدور كليتوس الأسود
- روبين روخو بدور فيلوتاس
- بيتر وينجارد بدور بوسانياس
- هيلموت دانتين بدور نكتينابوس
- وليام سكواير بدور إيشينيس
- فريدريش فون ليدبور بدور أنتيباتر
- فيرجيليو تيكسيرا بدور بطليموس
- تيريزا ديل ريو بدور روكسانا
- خوليو بينيا بدور أرسيتس
- خوسيه نييتو بدور سبيثريدس
- كارلوس باينا بدور نيرشوس
- لاري تايلور بدور بيرديكاس
- خوسيه ماركو بدور هاربالوس
- ريكاردو فالي بدور هيفاستيون
- كارمن كارولا في دور ستاتيرا
- خيسوس لوك بدور أريستاندر
- رامزي أميس بدور امرأة سكرانة
- إلين روسن بدور أميتيس
- كارلوس أسيفيدو في دور أوكوس

## روابط خارجية
- Alexander the Great  في قاعدة بيانات الأفلام على الإنترنت (بالإنجليزية)
- Alexander The Great في أول موفي
- الإسكندر الأكبر (فلم 1956) في قاعدة بيانات تيرنر كلاسيك موفيز للأفلام.
- الإسكندر الأكبر على فهرس معهد الفيلم الأمريكي
- Alexander The Great at روتن توميتوز